# Bělá (district d'Opava)
Pour les articles homonymes, voir Bělá.
Bělá (précédemment : Bilov ; en allemand : Bielau ; en polonais : Biała) est une commune du district d'Opava, dans la région de Moravie-Silésie, en République tchèque. Sa population s'élevait à 648 habitants en 2021.

## Géographie
Bělá se trouve à 10 km au nord-nord-est de Hlučín, à 19 km à l'est-nord-est d'Opava, à 19 km au nord-nord-ouest d'Ostrava et à 266 km à l’est de Prague.
La commune est limitée par Chuchelná au nord, par Píšť à l'est, par Závada au sud, et par Bohuslavice au sud-ouest et à l'ouest.

## Histoire
La première mention écrite de la localité date de 1349.

## Transports
Par la route, Bělá se trouve à 9 km de Dolní Benešov, à 25 km d'Opava, à 25 km d'Ostrava et à 361 km de Prague.